# Pulvérisateur
Ne doit pas être confondu avec Pulvériseur.

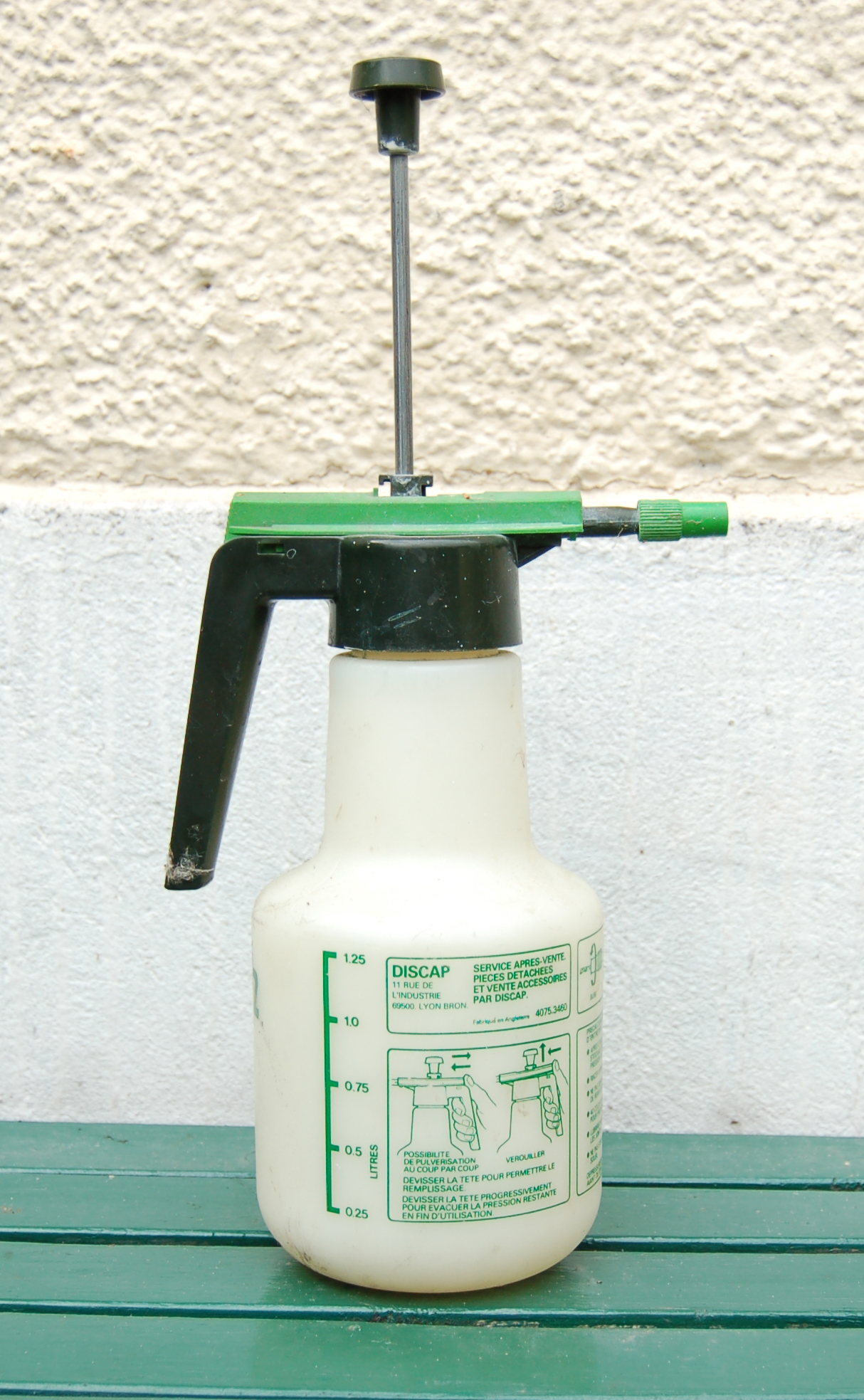
Un pulvérisateur manuel à piston.

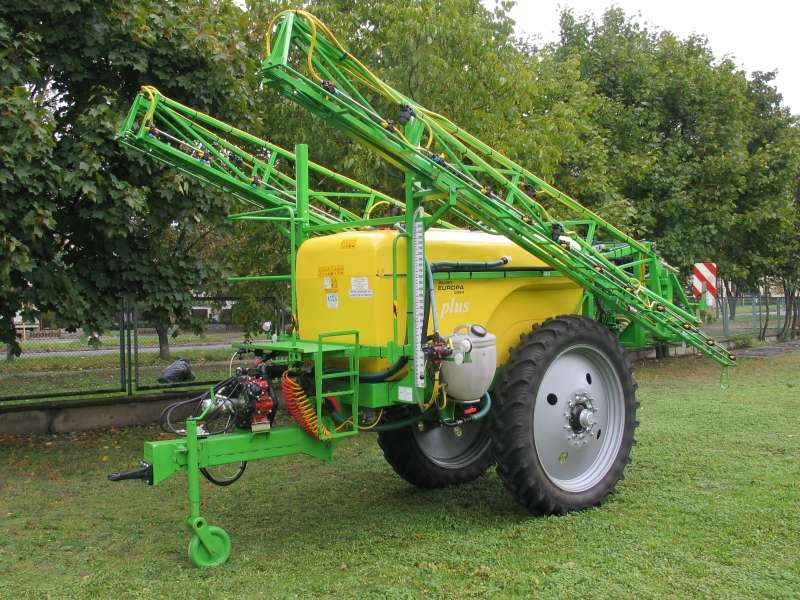
Un pulvérisateur agricole.

Un pulvérisateur, atomiseur, spray, une bombe, ou parfois un vaporisateur (par abus de langage), est un dispositif permettant la dispersion d'un aérosol.
Il en existe de différents types :

## Articles généraux
- atomiseur
- spray (aérosol)

## Articles spécifiques
- aérographe
- nébuliseur
- pistolet à peinture
- pulvérisateur insecticide
- pulvérisateur (agriculture)
- spray nasal
- spray répulsif